# North Borneo War Memorial

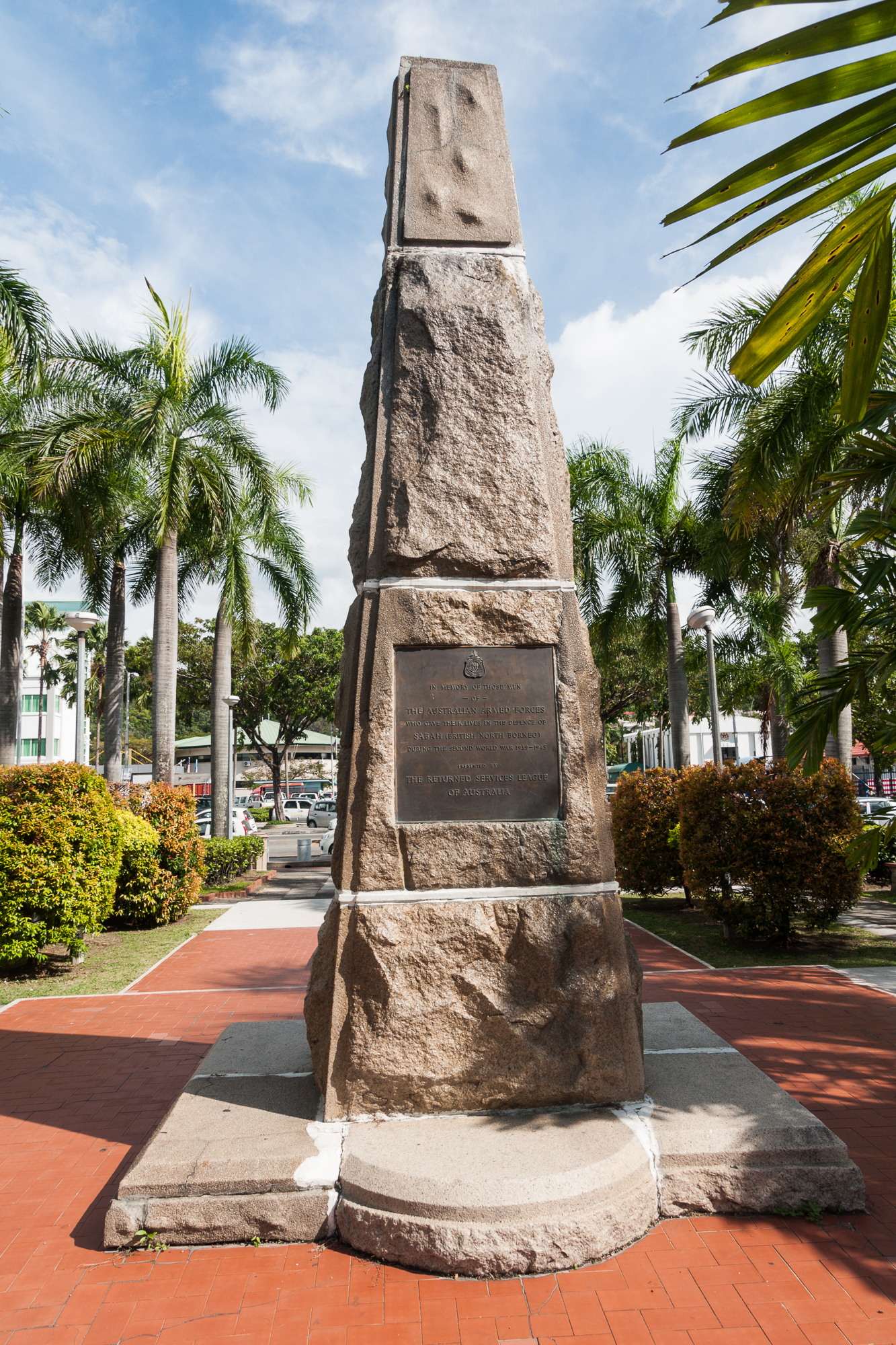
North Borneo War Memorial

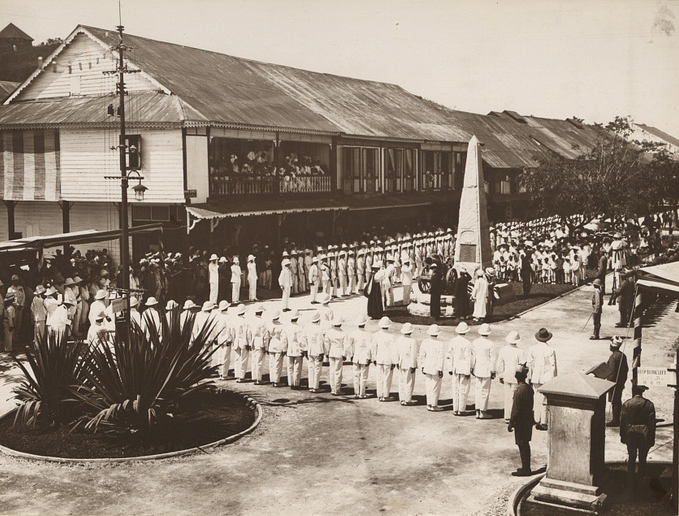
Einweihung am 8. Mai 1923

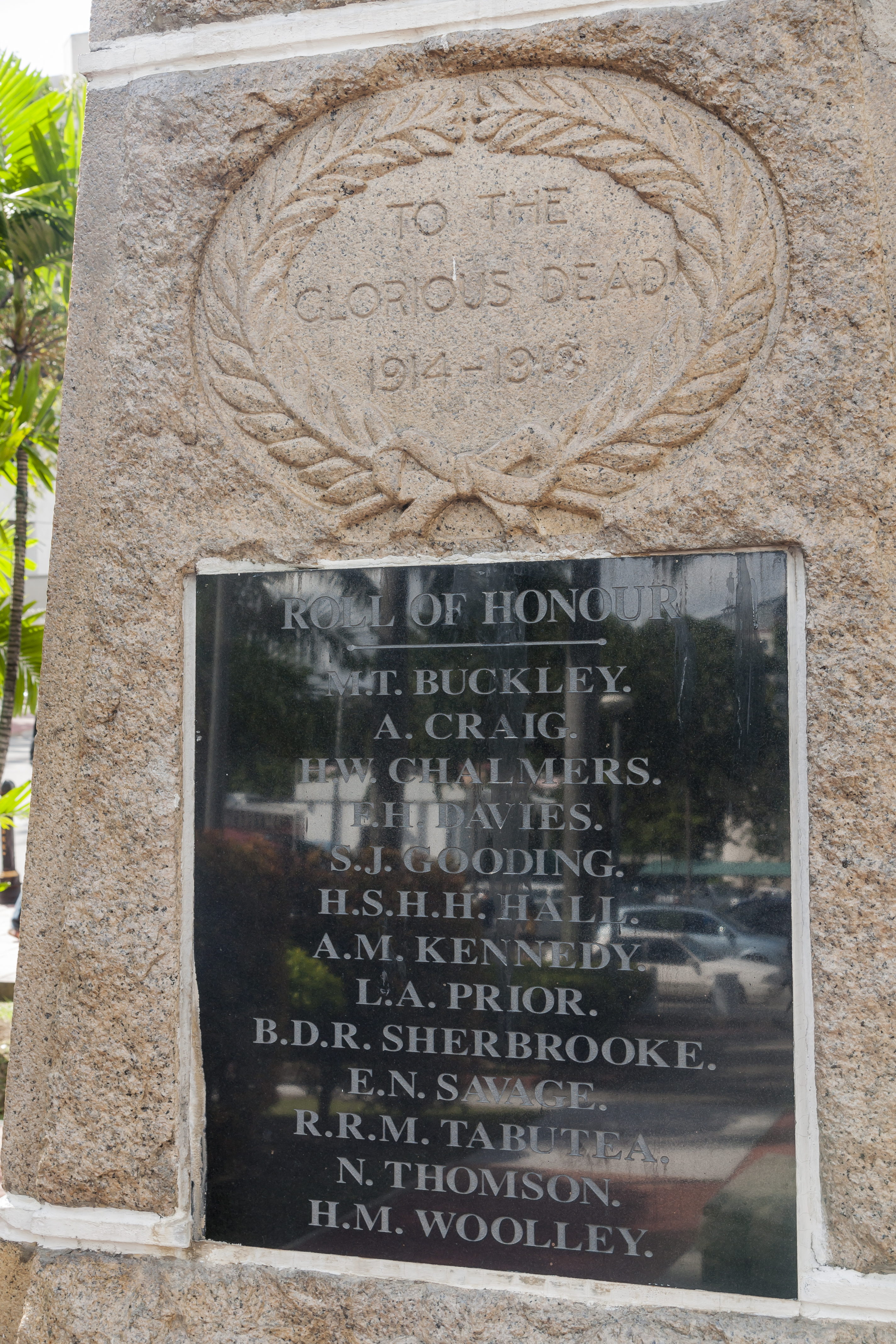
Marmortafel

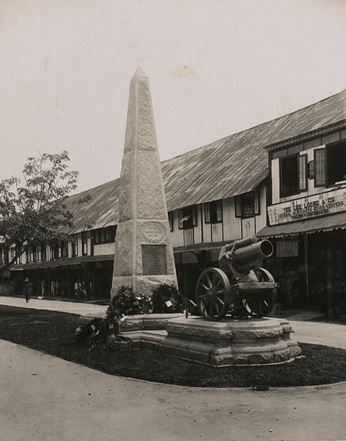
Memorial im Jahr 1923

Das North Borneo War Memorial ist ein Denkmal, das die North Borneo Chartered Company zur Erinnerung an die Gefallenen des Ersten Weltkriegs am 8. Mai 1923 in der Bond Street in Jesselton, Britisch-Nordborneo aufstellen ließ. Das Denkmal steht heute im Stadtpark von Kota Kinabalu, der Hauptstadt des malaysischen Bundesstaat Sabah.

## Beschreibung des Denkmals
Das Denkmal wurde ursprünglich in der Bond Street, der heutigen Jalan Gaya, aufgestellt. Durch die Verlagerung in den KK City Park in den 1970er Jahren erfuhr der Sockel Änderungen hinsichtlich Form und Höhe. Außerdem wurden das Denkmal um eine Bronzeplatte am Obelisken und eine Gedenktafel an der Stelle der früheren Kanone erweitert.

### Ursprüngliche Form
Das Denkmal bestand ursprünglich aus einem etwa 2,5 m hohen Obelisken aus Granit und einer Kanone, die jeweils auf einem eigenen schmalen rechteckigen Sockel mit halbrunden Enden platziert waren. Beide Sockel waren auf einem zweiten, gemeinsamen Sockel montiert.

### Heutige Form
Die Form des Obelisken wurde nicht verändert, jedoch ist die ursprüngliche Einheit der Sockelplatte nicht mehr gegeben. Der Kanonensockel wurde etwa 3 Meter vom Obelisken entfernt aufgestellt, jedoch ohne ein Geschütz. An Stelle der Kanone befindet sich heute eine Gedenktafel.

### Originale Inschrift
Die ursprüngliche Dekoration umfasste ein in den Stein gehauenes Relief in Form eines Lorbeerkranzes mit der Inschrift To The Glorious Death 1914–1918 und eine Marmorplatte im zweiten Pyramidenstein. Die Marmorplatte listet die Namen von 13 Gefallenen des Ersten Weltkriegs auf:

### Erweiterungen
Auf der gegenüberliegenden Seite der Marmorplatte (westliche Richtung) wurde eine Bronzetafel mit folgender Inschrift montiert:
Der identische Text befindet sich in goldener Schrift auf einer schwarzen Tafel auf dem früheren Kanonensockel.
Auf der Nordseite des Obelisken wurde eine Gedenkplatte für die Opfer während der Zeit der Konfrontasi angebracht.

## Einweihung
Das B.N.B. War Memorial, wie das Denkmal zunächst hieß, wurde am Dienstag, 8. Mai 1923 um 10 Uhr morgens feierlich von Generalmajor Sir Neill Malcolm enthüllt. Die Anwesenheit der Hawkins und einer Ehrengarde, bestehend aus Mitgliedern der Royal Navy, Veteranen des Ersten Weltkriegs und der British North Borneo Armed Constabulary gab der Veranstaltung einen militärischen Rahmen. Unter den Gästen befanden sich der Gouverneur Sir William Rycroft, Admiral Arthur Leveson, der Bischof von Labuan und Sarawak und Fr. Stotter. Bischof Danson weihte den Obelisk und hielt eine Rede, der sich Grußworte von Vertretern der Katholiken, der Moslems und der Sikhs, sowie die Rede von Sir Neill Malcolm anschlossen.

## Sonstiges
Zur Erinnerung an den früheren Aufstellungsort des Denkmals in der Bond Street wurde 2012 im Rahmen der Ausstellung "Bonding with Gaya Street (BGS)" eine Imitation des Denkmals aus Bambus und Tropenhölzern an seinem früheren Platz aufgestellt.
Möglicherweise orientierte sich das Komitee zur Errichtung des Denkmals am De Fontaine Memorial aus dem Jahr 1912, dessen äußere Form dem North Borneo War Memorial frappierend ähnelt.